# 잔혹하고 아름다운 연애도시
잔혹하고 아름다운 연애도시는 SBS TV에서 방송되는 리얼리티 프로그램이다.

## 기획 의도
처음 만난 남녀가 서로의 과거의 사랑 이야기를 속속들이 알고도 새로운 사랑을 시작할 수 있을까? '과거의 도시' 헝가리 부다페스트에서 펼쳐지는 일주일간의 가장 솔직하고 도발적인 데이트! 잔혹하고 아름다운 이 도시에서 새로운 사랑을 시작할 이들은 누구일까?

## 방송 시간
| 2017년 12월 14일 ~ 2017년 12월 21일 | 목요일 밤 11:10 ~ 12:30 |
| 2017년 12월 27일                    | 수요일 밤 11:10 ~ 12:30 |